# María Far
María Fernanda Far Núñez (* 6. Januar 1998 in Panama-Stadt) ist eine ehemalige panamaische Schwimmerin, die sich auf das Schmetterlingsschwimmen spezialisiert hat. Sie nahm für Panama 2016 an den Olympischen Sommerspielen teil.

## Karriere
Im Alter von 15 Jahren debütierte María Far bei den Schwimmweltmeisterschaften 2013 in Barcelona. Sie ging dort im Schmetterlingsschwimmen über die 200 Meter und im Lagenschwimmen über die 400 Meter an den Start. In beiden Wettbewerben schied sie bereits im Vorlauf aus und belegte schlussendlich den 24. bzw. 30. Platz. Im darauffolgenden Jahr wurde sie vom Comité Olímpico de Panamá für die Olympischen Jugend-Sommerspiele 2014 in Nanjing nominiert, wo sie über die 200 Meter Schmetterling an den Start ging. Sie schied bereits im Vorlauf in einer Zeit von 2:18,96 min aus und beendete den Wettbewerb auf dem 21. Platz. Zum Abschluss des Jahres nahm sie bei den Kurzbahnweltmeisterschaften 2014 in Doha teil und ging dort im Lagenschwimmen über die 200 Meter und über die 400 Meter an den Start. In beiden Wettbewerben schied sie bereits im Vorlauf aus und belegte schlussendlich den 27. bzw. 38. Platz.
Im darauffolgenden Jahr nahm sie bei den Schwimmweltmeisterschaften 2015 in Kasan teil und ging im Schmetterlingsschwimmen über die 200 Meter und im Lagenschwimmen über die 400 Meter an den Start. Erneut schied sie in beiden Wettbewerben bereits im Vorlauf aus und belegte schlussendlich den 36. und 33. Platz. In der Folge schaffte sie die Qualifikation für die Olympischen Sommerspiele 2016 und wurde auch vom Comité Olímpico de Panamá für die Spiele in Rio de Janeiro nominiert. Im Estádio Aquático Olímpico ging sie über die 200 Meter Schmetterling an den Start. Sie absolvierte die Strecke im Vorlauf in einer Zeit von 2:23,89 min und schied aus dem Wettbewerb aus. Schlussendlich belegte sie den 27. und damit letzten Platz.

## Familiäres
Sie ist die Tochter des panamaischen Ringers Alfredo Far, der an den Olympischen Sommerspielen 1996 teilgenommen hat.